# Grèce au Concours Eurovision de la chanson 2017
La Grèce est l'un des quarante-deux pays participants du Concours Eurovision de la chanson 2017, qui se déroule à Kiev en Ukraine. Elle est représentée par la chanteuse Demy, sélectionnée en interne, et sa chanson  This Is Love sélectionnée lors d'une sélection télévisée. À l'Eurovision, le pays termine 19e en finale, recevant 77 points.

## Sélection
Le diffuseur grec confirme sa participation le 7 octobre 2016. Le 13 janvier 2017, il annonce que la chanteuse Demy sera sa représentante en 2017. La sélection de la chanson est faite via une sélection télévisée : trois chansons sont soumises au vote du public lors d'une soirée spéciale. La chanson ayant remporté le plus de suffrages sera celle que Demy interprètera lors du Concours.
La sélection de la chanson a lieu le 6 mars 2017. Les chansons qui en compétition sont : Angels, This Is Love et When The Morning Comes Around. La chanson victorieuse est désignée par un vote combinant le télévote grec pour 70 % du résultat final et les votes d'un jury de diasporas grecques européennes.
| Ordre | Chanson                       | Télévote (70 %) | Jury (30 %) | Moyenne | Place |
| ----- | ----------------------------- | --------------- | ----------- | ------- | ----- |
| 1     | Angels                        | 12 %            | 0 %         | 8,4 %   | 3     |
| 2     | This Is Love                  | 70 %            | 89 %        | 75,7 %  | 1     |
| 3     | When the Morning Comes Around | 18 %            | 11 %        | 15,9 %  | 2     |

## À l'Eurovision
La Grèce participe à la première demi-finale, le 9 mai 2017. Arrivé 10e avec 115 points, le pays se qualifie pour la finale du 13 mai 2017, où il termine 19e avec 77 points.